# Matt Dusk
Matthew-Aaron Dusk (né le 19 novembre 1978 à Toronto, Ontario, Canada) est un chanteur et musicien de jazz. 

## Biographie
Matt Dusk commence à l'âge de sept ans à prendre des cours de chant à la St. Michael's Choir School, il y restera 11 ans. D'une formation lyrique l'amenant à chanter de l'opéra et de la musique classique, il diversifie son style à 17 ans après avoir entendu Tony Bennett et Sarah Vaughan. En 1998, il remporte le top spot de la Canadian National Exhibition Rising Star Competition, devant 654 participants. Seulement, Dusk poursuit ses études d'économies à l'Université York dans le but de reprendre le business familial. Après une année de cours, Dusk n'oublie pas sa passion pour la musique et décide en 1999 d'étudier pour un BFA en musique avec une préférence pour le jazz et la musique populaire. Il étudie les théories du jazz avec  John Gittins, le chant avec Bob Fenton et Oscar Peterson. Dusk est finalement diplômé de l'université Oscar Peterson en 2002.  
Avant d'enregistrer chez un label, Dusk enregistre quatre albums indépendants dont plusieurs chansons devinrent populaire par le biais de son site internet. (The Way It Is fut le seul à être ré-édité plus tard). En mars 2003, il signe avec le label Decca Records. En 2004 Dusk est invité au Golden Nugget Casino de Las Vegas pour se produire sur scène en même temps qu'il se fait filmer pour l'émission de télé-réalité "The Casino" pour la FOX. 
Son premier album Two Shots est sorti le 5 juin 2004 et devient disque d'or au Canada. En seront extraits le single Two Shots of Happy, One Shot of Sad écrit par Bono et The Edge du groupe U2. S'ensuivra un album de chansons de Noël nommé Peace On Earth, sorti le 30 novembre 2005.
En janvier 2006, Dusk va jusqu'à Los Angeles pour enregistrer son album Back In Town chez Capitol Records. Là, il enregistre avec un orchestre de 58 musiciens. Back In Town est un mélange de reprises de standards du jazz et de chansons originales. L'album est sorti en juin 2006.
En mars 2008, Dusk annonça l'enregistrement de son nouvel album Good News. Sa sortie eu lieu le 27 octobre 2009 en Pologne et au Canada.

## Discographie
- The Way It Is (2001)
- Two Shots (2004)
- Peace on Earth (2005)
- Back in Town (2006)
- Good News (2009)
- Just the Two of Us (avec Margaret) (2015)